# Winston Churchill
Sir Winston Leonard Spencer-Churchill [ˈwɪnstən ˈtʃɜrtʃɪl] (30. listopadu 1874 zámek Blenheim, Woodstock, Oxfordshire – 24. ledna 1965 Londýn) byl britský politik, státník, premiér Spojeného království v letech 1940–1945 a 1951–1955. Působil také jako žurnalista, spisovatel (Nobelova cena za literaturu 1953), historik, voják, malíř a zákonodárce.
Na Západě je považován za jednoho z nejvýznamnějších státníků 20. století, bojovníka proti fašismu a obránce liberální demokracie. Od samého počátku odmítal Mnichovskou dohodu a další ústupky Hitlerovi. Stál v čele vlády Spojeného království během bitvy o Británii a jako jeden z hlavních představitelů spojeneckých států během druhé světové války přispěl k porážce nacistického Německa. Po válce byl stoupencem evropské integrace a z jeho podnětu byla založena Rada Evropy.
Je však také vnímán jako kontroverzní osobnost, obhájce imperialismu a rasismu a je spojován s válečnými a jinými zločiny jako byl hladomor v Bengálsku roku 1943, který si vyžádal několik milionů obětí. Dále je také kritizován za špatně naplánované vylodění v Gallipoli za první světové války, kdy byl prvním lordem admirality (ministrem válečného námořnictva), a za rozhodnutí plošně bombardovat Drážďany v únoru 1945.
Churchillovo celé jméno znělo Winston Leonard Spencer-Churchill, ale po vzoru svého otce lorda Randolpha Churchilla ve veřejném životě užíval jen příjmení Churchill. Jeho knihy vycházejí pod jménem Winston S. Churchill nebo Winston Spencer Churchill, protože pod jménem Winston Churchill publikoval již jiný autor, Američan Winston Churchill (1871–1947).

## Život

### Dětství a mladá léta
Winston Churchill se narodil na zámku Blenheim ve Woodstocku v hrabství Oxfordshire jako vnuk 7. vévody z Marlborough. Jeho otec lord Randolph Churchill byl politikem, který vyvedl britské konzervativce z krize v osmdesátých letech 19. století. Jeho matka lady Jennie Churchill (rozená Jeanette Jerome) byla dcerou amerického obchodníka Leonarda Jeromeho. Žádný z rodičů neprokazoval Winstonovi zvláštní náklonnost nebo lásku, přestože on jako dítě svou matku zbožňoval.

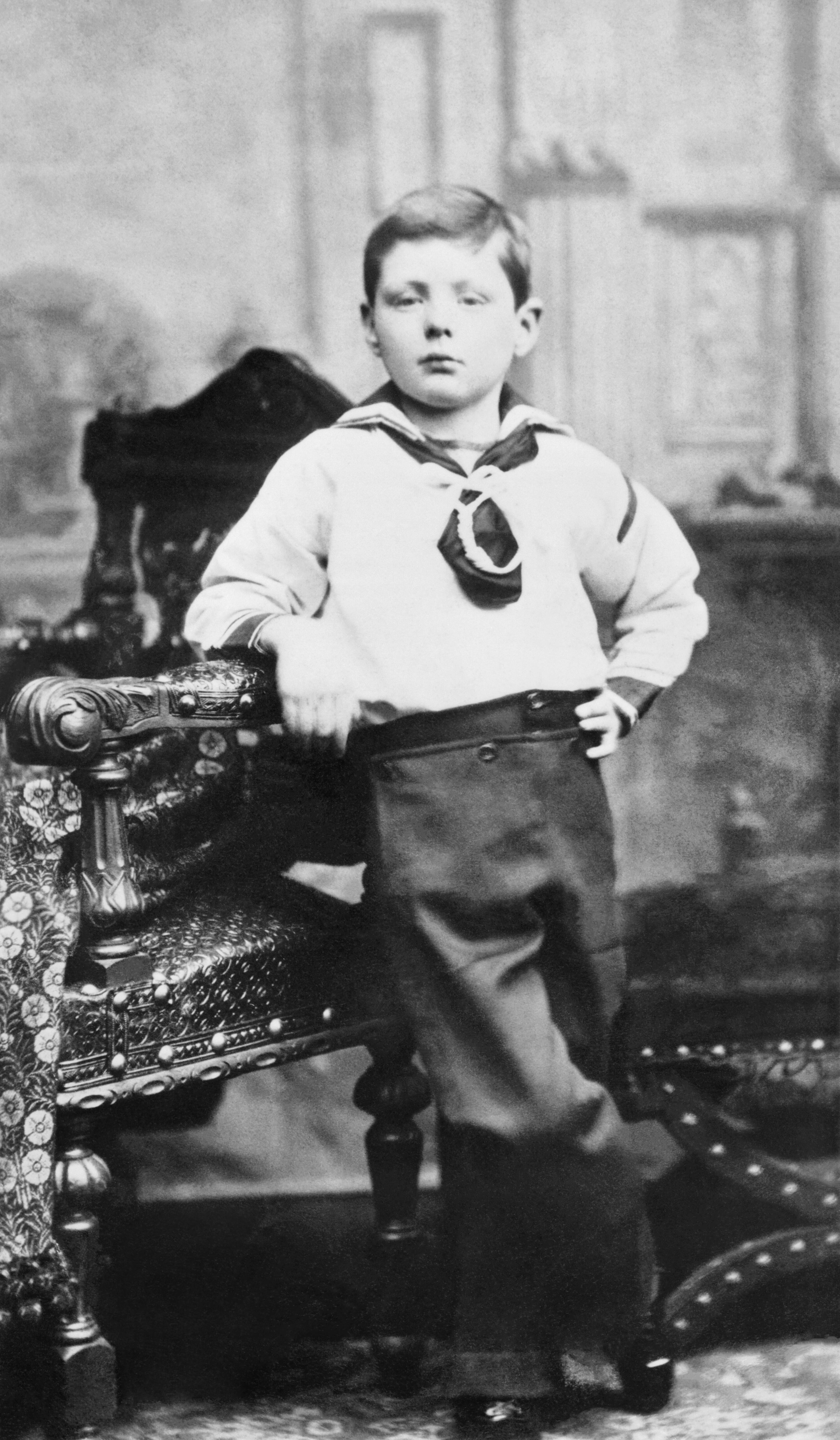
Winston Churchill ve věku šesti let (1881)

Mladý Winston v sedmi letech nastoupil na elitní školu St. James. Tam však vykazoval velice špatné výsledky, dokonce byl považován za hloupého. Snad to bylo i psychickým zhroucením, že ho po čase sklátila velice silná horečka a zápal plic – nemoc, která ho poté provázela celý život. Zápas s nemocí ale nakonec vyhrál. Kvůli jeho zdravotnímu stavu mu lékař doporučil přestup do školy v Brightonu, která se nacházela u moře a umožnila Winstonovi zotavit se z prodělané nemoci. Po ukončení studia v Brightonu složil přijímací zkoušky na školu v Harrow (tehdy ještě mimo Londýn). Jeho snem však bylo dostat se na vojenskou akademii. To se mu podařilo v roce 1893 a na třetí pokus se stal vojenským kadetem na Královské vojenské akademii v Sandhurstu. Zde si vedl úspěšně. Po dvou letech skončil osmý v pořadí mezi zhruba sto chlapci ve svém ročníku.

### V armádě

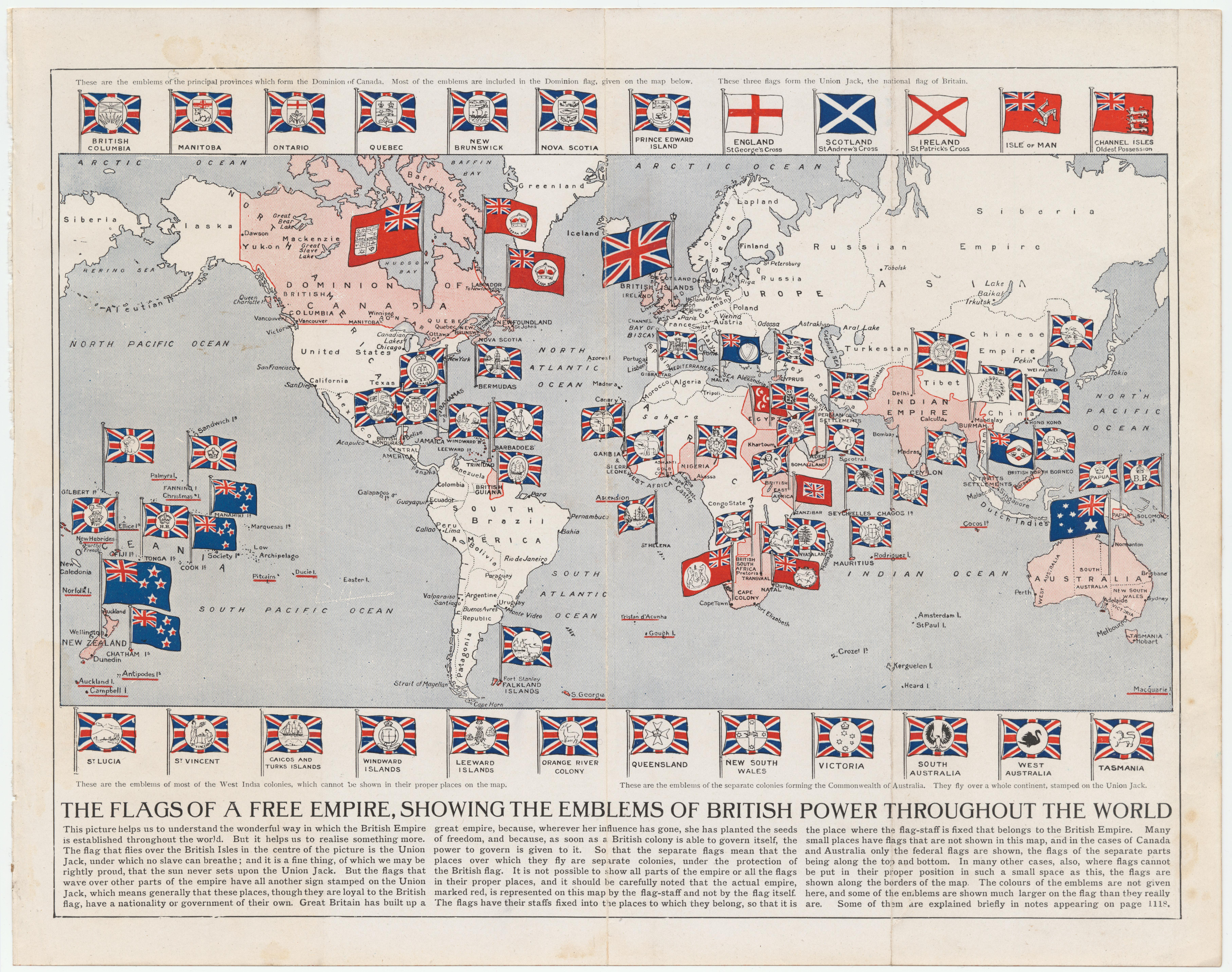
Churchill byl velkým zastáncem Britského impéria. Mapa z roku 1910.

Jako mladý podporučík odcestoval v roce 1895 na Kubu, kde působil jako válečný dopisovatel a vojenský pozorovatel u štábu generála Valdeze. Z důvodu udržení dobrých mezinárodních vztahů však jeho články často nebyly zveřejňovány, protože v nich velice sympatizoval s kubánskými povstalci, kteří bojovali proti španělské nadvládě.
Během svého dalšího působení v armádě se zúčastnil nejdříve v roce 1897 pod velením generála Bindona Blooda bojů v severozápadním pohraničí Britské Indie proti paštunským kmenům Áfaridů a Orakzáíů. Z několika bitev vyšel nezraněn, ačkoliv podle svých nadřízených prováděl šílené věci, jako například jízdu velice blízko rojnice (bojové rozmístění vojáků aj. vedle sebe s rozestupy dvou i více metrů – viz kordón). V roce 1898 se jako člen Kitchenerovy expedice účastnil bojů v Súdánu u Omdurmánu (Ummdurmánu) proti Mahdího povstání. I zde bojoval na exponovaných úsecích, kde padlo několik jeho blízkých přátel, on sám však z boje s derviši vyšel nezraněn. V těchto válečných událostech si přivydělával jako válečný dopisovatel a právě v této době se u něho poprvé objevil určitý literární talent. Povedlo se mu totiž napsat svou první knihu. V knize Říční válka, pojednávající o bojích v Súdánu, se vyjadřoval negativně o islámu a o muslimech.

### Poprvé v politice a také v búrské válce

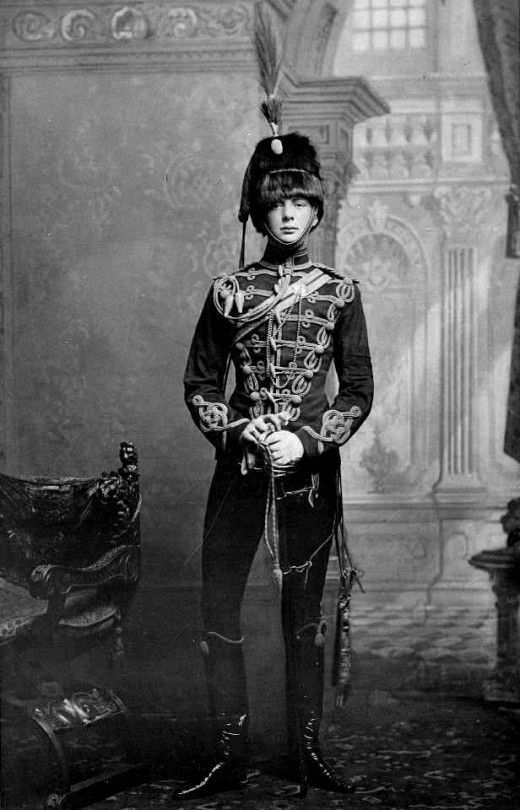
Churchill ve věku 21 let v husarské uniformě

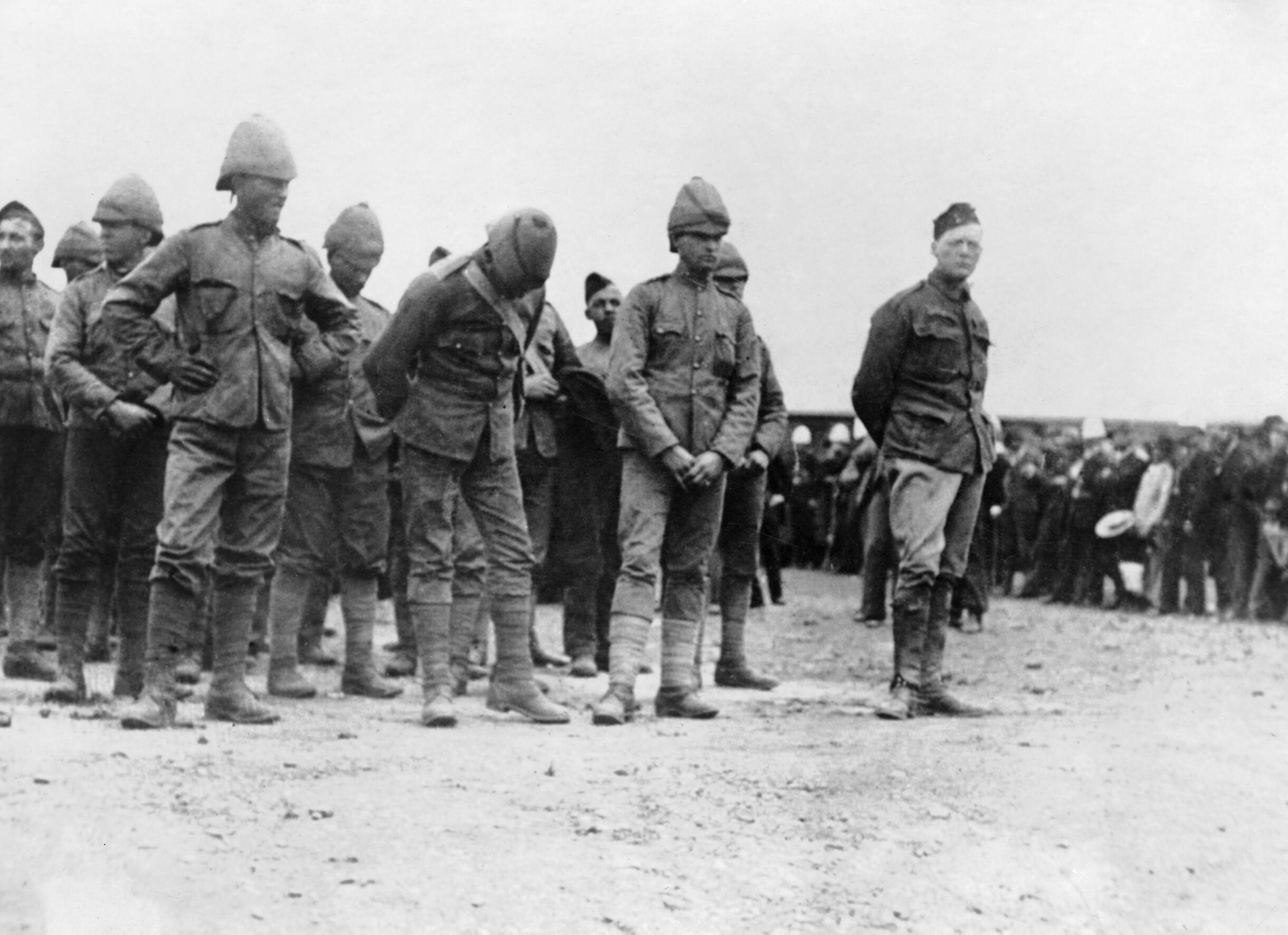
Churchill (vpravo) ve skupině britských zajatců během búrské války

U syna prominentního politika nebylo překvapivé, že se pokusil prosadit v politice. Během 90. let přednesl několik veřejných projevů na schůzích konzervativců a v roce 1899 se pokusil poprvé vstoupit do politiky, když kandidoval do Dolní sněmovny. Bylo to ve městě Oldham, kde kandidoval za konzervativce a prohrál. Již v tomto věku mu však nedělalo problémy řečnit a jeho projevy byly uznávané, ačkoliv nebyl zvolen. V říjnu 1899 vypukla v jižní Africe druhá búrská válka a Winston Churchill tam začal působit jako dopisovatel listu Morning Post. Během búrského přepadu britského obrněného vlaku byl zajat a uvězněn. Z vězení v Pretorii se mu podařilo uprchnout a tajně přejet vlakem 500 km až do portugalského Mosambiku a z něj pak na území kontrolované Brity. Toto dobrodružství z něj udělalo na nějaký čas národního hrdinu, dokonce byl navržen na vyznamenání Viktoriiným křížem, ale Horatio Kitchener tento návrh vetoval. Další výhodou byla reaktivace jako vojáka a nastoupení do činné služby.
Poté, co Británie dosáhla jistých úspěchů, konaly se v říjnu roku 1900 nové volby, v nichž Churchill znovu kandidoval a opět ve volebním obvodu Oldham. Neváhal využít své popularity válečného hrdiny a nakonec zasedl v Dolní sněmovně do lavice za konzervativce. V březnu následujícího roku přednesl svůj první projev. Tímto začala jeho úspěšná politická kariéra, během níž byl v letech 1900–1922 a 1924–1964 členem Dolní sněmovny. V roce 1904 vystoupil z konzervativní strany a přešel k liberálům, protože nesouhlasil s konzervativní politikou týkající se ochranářských tarifů.

### Ministr
V roce 1906 vyhráli liberálové všeobecné volby a o rok později nastoupil Churchill do funkce zástupce ministra kolonií. V této době se také Churchill sblížil s advokátem z Walesu Davidem Lloydem Georgem, který se měl v budoucnosti stát jeho politickým partnerem. V roce 1908 byl jmenován ministrem obchodu, v kteréžto pozici úzce spolupracoval s Lloydem Georgem, novým ministrem financí (Chancellor of the Exchequer). V roce 1910 byl jmenován ministrem vnitra, kde jeho působení bylo hodnoceno jako poněkud kontroverzní. Slavná fotografie z té doby ukazuje Churchilla osobně se účastnícího tzv. obléhání Sidney Street. Kritizováno bylo jeho rozhodnutí nevolat hasiče poté, když obléhaná budova začala hořet. Před anarchisty tak byla postavena možnost buď se vzdát, nebo zemřít.

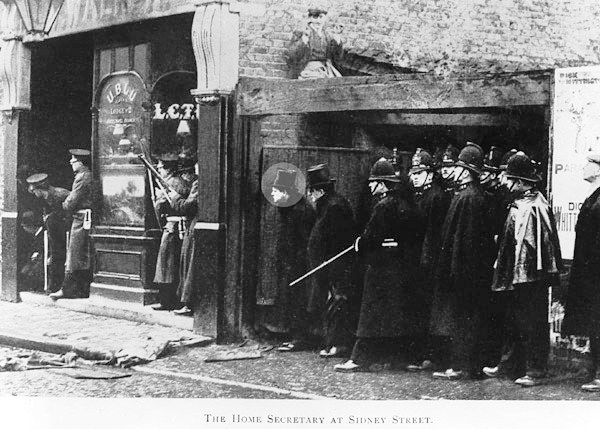
Fotografie ze Sidney Street, hlava v kruhu patří Winstonu Churchillovi

V roce 1911 se stal prvním lordem admirality, tedy ministrem válečného námořnictví. Podílel se na snahách zreformovat britské loďstvo. Zřídil štáb admirality, prosadil změnu pohonu lodí z uhlí na topný olej atd. Churchill tušil možnost konfliktu s Německým císařstvím již od agadirské krize, a tak předložil vládě memorandum „Problémy kontinentálního vedení války“. Sám se účastnil vojenských akcí v belgických Antverpách. Před první světovou válkou důrazně prosazoval, aby Británie měla převahu na moři.

### Velká válka
Patřil k hlavním tvůrcům koncepce vylodění v Gallipoli na Dardanelách, která nakonec znamenala v období první světové války jeho pád. Turecko, spojenec Německa a Rakouska-Uherska, bylo relativně slabé. Jeho hlavní město Cařihrad (Konstantinopol) leželo u moře, odkryté pro zásah námořní velmoci mající převahu. Kdyby padlo, dalo se počítat s kapitulací celého Turecka. Tím by došlo ke zřízení bezpečného spojení s Ruskem, kam by se daly posílat transporty zbraní. Srbsko se stále ještě drželo, Bulharsko nebylo spojencem Trojspolku a pád Cařihradu by jim dal potřebný impuls. Nicméně něco takového vyžadovalo koordinaci námořnictva a pozemních sil – komplexní vedení války.
Tehdejší ministr války Kitchener (vedl už zmiňovanou expedici do Súdánu, jíž se Churchill též účastnil) však plánu příliš nedůvěřoval. 18. března 1915 se podařilo loďstvu ochromit pevnost v Dardanelách. Bylo nutné okamžitě začít s invazí, ale přišel rozkaz, že se má čekat na armádu. Ta sice byla 25. dubna vysazena a vytvořila předmostí, ale dál se nedostala, protože Turci se zatím zkonsolidovali. Dorazily jejich posily a v polovině května bylo jasné, že Churchillův plán padl (viz též bitva o Gallipoli). Zbývalo pouze vést zákopovou válku v dalekém Turecku nebo se stáhnout. Armáda i loďstvo se nakonec stáhly, odstoupil Churchillův vrchní admirál Fischer a v Británii se schylovalo k vládní krizi. Vše se však stalo kvůli nerozhodnosti tehdejší vlády, která nedala Churchillovi volnou ruku. Vládní krize vyvrcholila. Konzervativci dali vládě premiéra Asquitha ultimátum – buď koalice, nebo hlasování o důvěře. Premiér souhlasil s koalicí, což znamenalo mimo jiné odstoupení Churchilla, který byl pro konzervativce neúnosný, jednak jako zrádce strany a jednak kvůli nevydařené operaci v Dardanelách. Byl odvolán 18. května 1915.

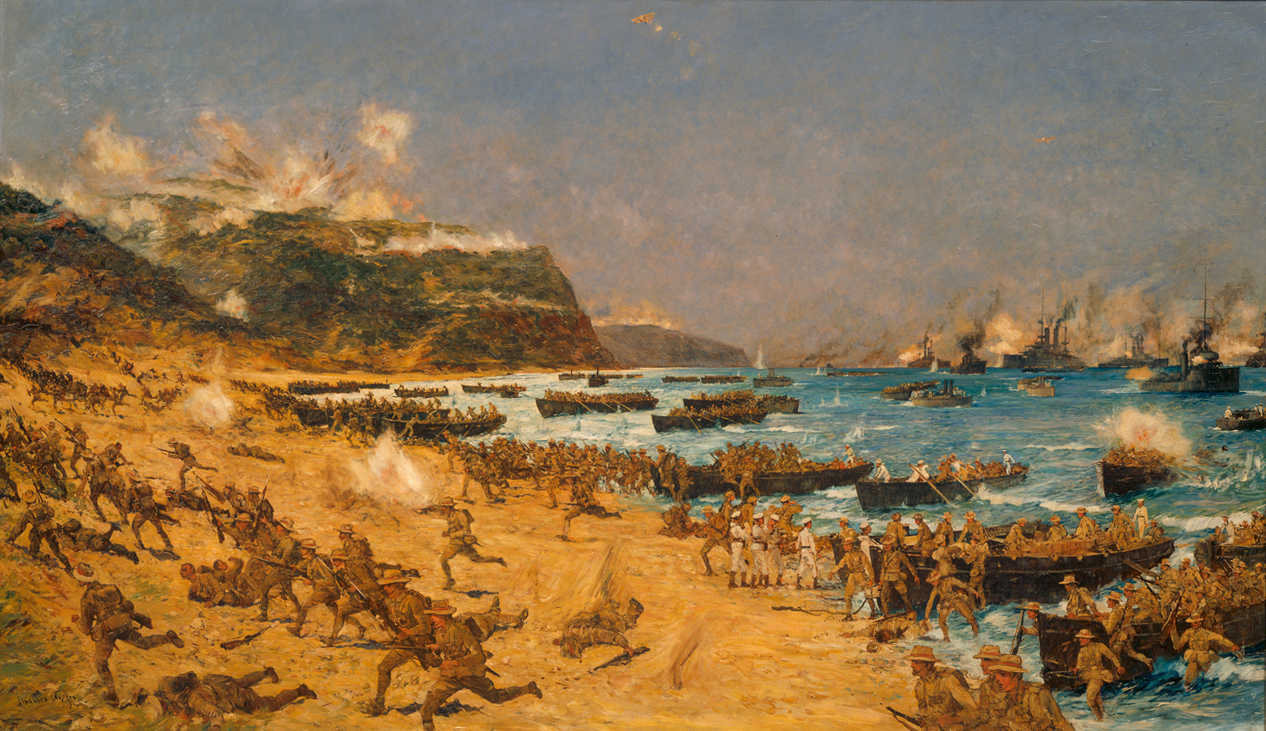
Vylodění novozélandských vojáků v Gallipoli

V listopadu 1915 odešel také z funkce kancléře lancasterského vévodství a nastoupil jako reaktivovaný důstojník v hodnosti major do armády. Odcestoval do Francie, kde byl později povýšen do hodnosti podplukovníka. V květnu roku 1916 se ale Churchill vrátil do Dolní sněmovny, když padla vláda premiéra Asquitha a do čela se dostal David Lloyd George. Ale ani ten nemohl Churchilla do vlády prosadit, protože konzervativci v čele s Bonarem Lawem se tomu bránili. V roce 1917 vstoupily Spojené státy do války, zuřila nejtěžší ponorková válka, probíhaly boje ve Francii, ale ničeho z toho se Churchill neúčastnil.
Až 16. července 1917 nový premiér povolal Churchilla do vlády a nabídl mu buď ministerstvo pro výrobu válečného materiálu, nebo nově vytvořené ministerstvo letectví. Churchill si vybral ministerstvo pro výrobu válečného materiálu a následujícího dne bylo zveřejněno jeho jmenování.
V letech 1917–1922 Churchill opět zastával významné úřady. V období po říjnové revoluci v Rusku prosazoval co největší zásah intervenčních vojsk (tvrdě, že bolševismus „musí být zadušen ještě v kolébce“) a uzavření separátního míru. V roce 1918 proběhly v Británii nové volby a Lloyd George opět zvítězil. Tentokrát se Churchill stal ministrem války (tento úřad zastával od poloviny ledna 1919). Do Irska vyslal nechvalně proslulé jednotky Black and Tans, aby potlačil irský boj za nezávislost. V roce 1920 nasadil vojenské letectvo proti povstalcům v Iráku. V roce 1921 byl jmenován ministrem kolonií a v této funkci byl také jedním ze signatářů Anglo-irské smlouvy v roce 1921, která dala vzniknout tzv. Irskému svobodnému státu, autonomnímu útvaru pod svrchovaností britské koruny, navíc bez Severního Irska. V roce 1922 začala hospodářská krize a v krizi se ocitla vlivem vnitřních sporů i liberální strana. V této atmosféře padla Lloydova Georgova vláda a v nových volbách prohrála. Churchill tak přišel nejen o místo ministra, ale protože prohrál i ve svém okrsku v Dundee, i o místo poslance v parlamentu (a shodou okolností ve stejné době i o apendix).

### Meziválečné období

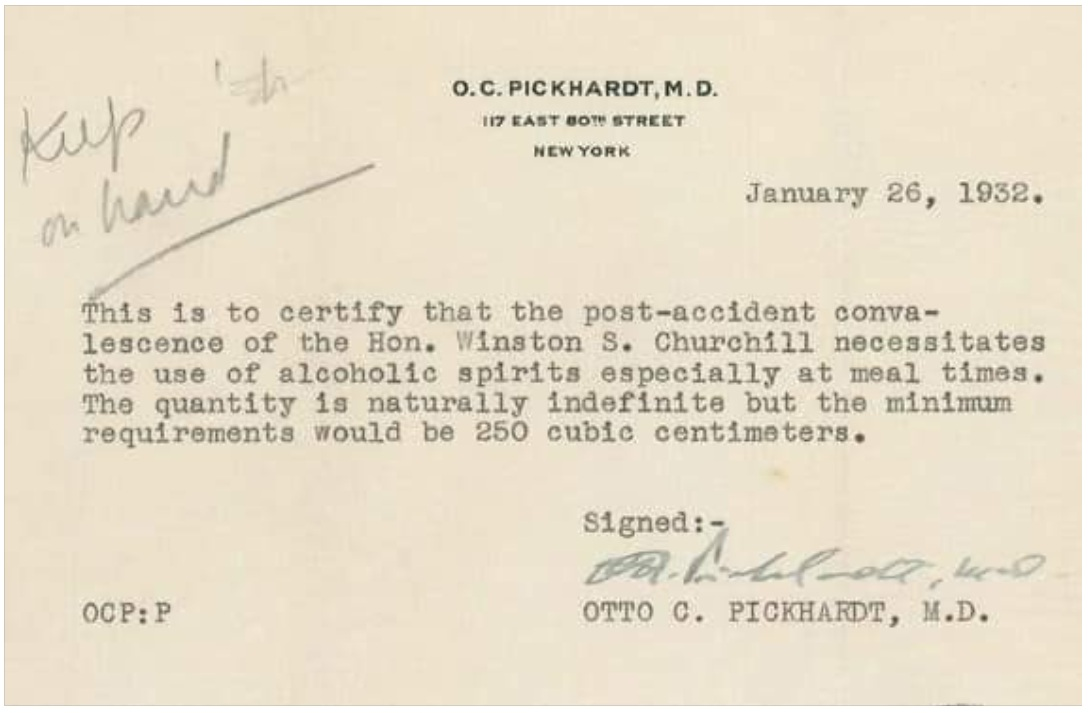
Winston Churchill dostal v roce 1932 od lékaře dobrozdání pít "neomezeně" v USA alkohol, v dobách prohibice.

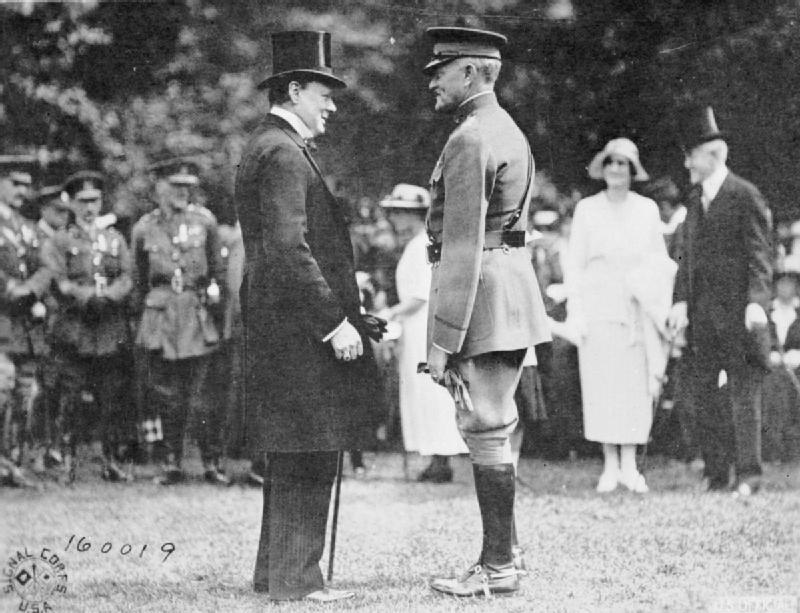
Churchill a americký generál John J. Pershing v roce 1919

V té době se seznámil s ruským revolucionářem Borisem Savinkovem. Ve své knize Velcí současníci o Savinkovovi psal: „Ten muž má vědomosti státníka, vlastnosti velitele, odvahu hrdiny a trpělivost mučedníka. Celý svůj život strávil spiklenectvím.“
V době počátku vlády Mussoliniho měl k němu Churchill mírný obdiv kvůli jeho čistkám, které v podstatě vymýtily komunismus v Itálii. Churchill byl proslulý nenávistí ke komunismu. Při Říjnové revoluci navrhoval, aby Velká Británie provedla invazi do Ruska. Řekl tehdy, že „bolševismus musí být zardoušen už v kolébce.“ Až několik let před válkou prohlásil Itálii, Německo a Japonsko za Osu.
V roce 1923 znovu neúspěšně kandidoval za liberály v Leicesteru. V roce 1924 byl zvolen v Eppingu jako „konstitualista“ již za podpory konzervativní strany a v listopadu usedl do křesla ministra financí, kde setrval pět let. V roce 1925 se stal znovu členem konzervativní strany. V té době došlo v Británii ke dvěma významným událostem. V tomto roce se totiž vrátila ke zlatému standardu a o rok později vypukla generální stávka. Souvislosti jsou zřejmé. Návrat ke zlatému standardu znamenal zhodnocení libry šterlinku, což mělo katastrofální následky pro britskou exportní politiku. V důsledku toho došlo k prudkému poklesu mezd a generální stávce. Tento nešťastný krok (který později Churchill označil za nejhorší rozhodnutí své kariéry) dokonce okomentoval John Maynard Keynes ve studii The Economic Consequences of Mr. Churchill.
V roce 1929 padla konzervativní vláda a Churchill přešel do stínového kabinetu. Odtud Churchill odešel v roce 1930, protože nesouhlasil s ústupkovou politikou vůči Indii. Když pak konzervativci v roce 1931 vyhráli volby, nenabídli mu ve vládě žádné místo, a tak zůstal řadovým poslancem. Žil na svém venkovském sídle v Chartwellu v Kentu. Ve snaze ovlivňovat veřejné mínění pomocí filmu se jeho spojencem stal producent a režisér Alexander Korda. V této době se stal známým hlavně kvůli svým projevům v parlamentu, oponujícím vstřícné politice vlády vůči Indii a její snaze získat nezávislost. Nebyl osloven, ani když bylo v Británii zřízeno ministerstvo pro koordinaci obrany v roce 1936. Nedostalo se na něj ani v roce 1937, kdy odešel premiér Baldwin a ministerským předsedou se stal Neville Chamberlain.
Od této výměny na postu premiéra byla patrna v britské zahraniční politice jistá změna. Baldwin se setkání s Hitlerem vyhýbal, zatímco Neville Chamberlain k němu poslal na podzim roku 1937 svého pozdějšího ministra zahraničí lorda Halifaxe, aby se dozvěděl více o Hitlerových cílech. Churchill se stal vůdcem opozice ve vládní straně. Nesouhlasil s politikou ústupků hitlerovskému Německu (appeasementu). Úměrně s tím, jak rostla moc Německa, rostl i Churchillův odpor. V reakci na Hitlerovy stupňující se požadavky vůči Československu 27. srpna 1938 požadoval, aby britská vláda vydala s Francií a Sovětským svazem společnou nótu na obranu Československa a aby britské loďstvo částečně mobilizovalo. Kabinet jeho návrhy odmítl. Po podpisu Mnichovské dohody, která Německé požadavky stvrzovala, kritizoval svého stranického kolegu premiéra Chamberlaina, který dohodu podepsal a považoval ji za záruku „míru pro naší dobu“.
Anglie měla na vybranou mezi válkou a hanbou; zvolila hanbu a bude mít válku. 
Churchill v reakci na Mnichovskou dohodu, 

### V roli válečného ministerského předsedy

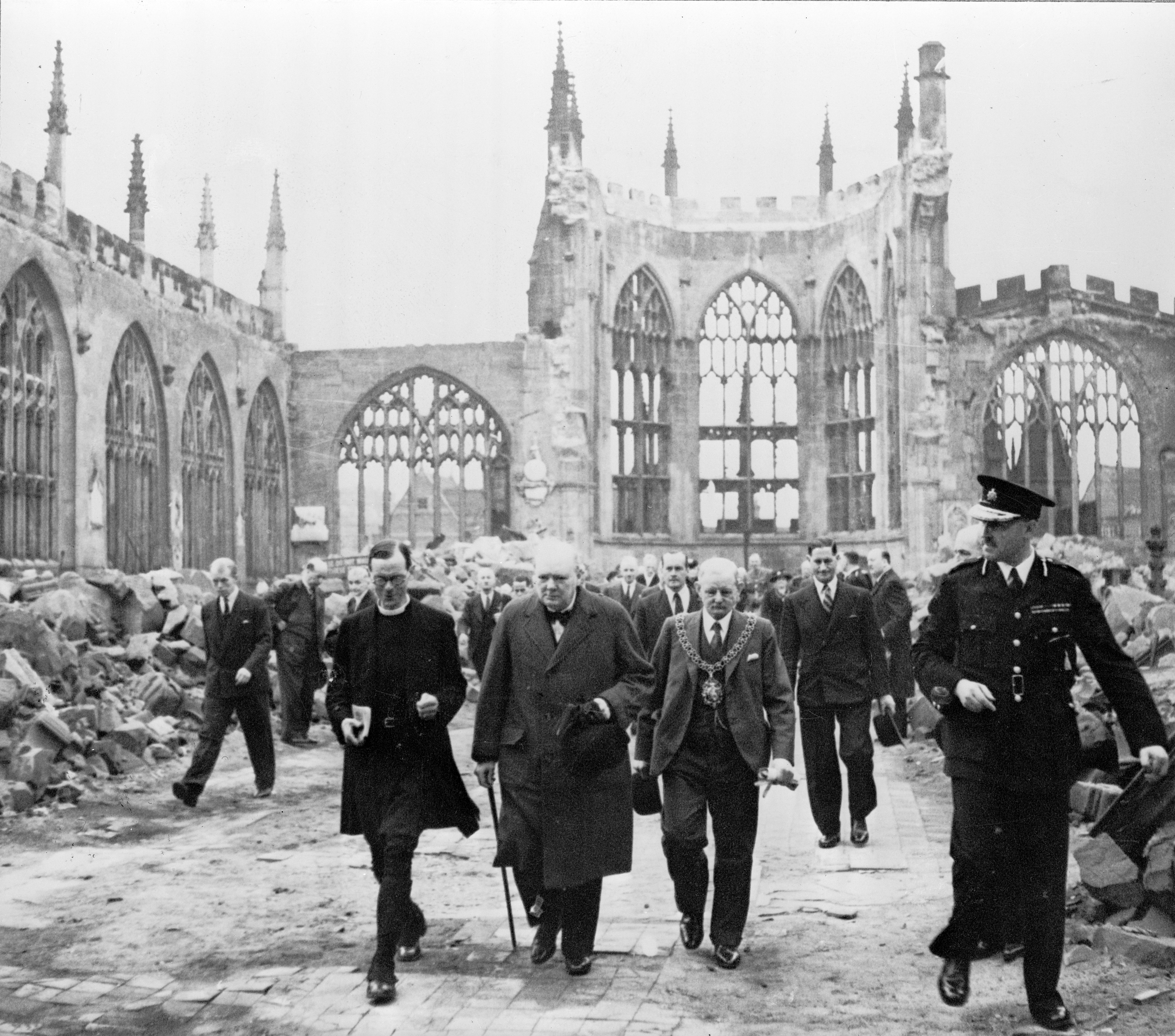
Churchill v Coventry po bombardování. V pozadí trosky katedrály sv. Michala

Dne 1. září 1939 bylo Polsko napadeno Německem a 3. září vstoupila Británie do války. Následujícího dne se Winston Churchill stal opět prvním lordem admirality. Během tzv. podivné války se ukázal být jedním z nejaktivnějších ministrů, kdy jediná výrazná aktivita probíhala na moři. Churchill obhajoval preventivní obsazení Narviku, norského neutrálního přístavu, odkud byla vyvážena železná ruda (surovina, kterou Německo nutně potřebovalo a nedostávalo se mu jí) a švédské Kiruny, v jejíž blízkosti ležely doly na železnou rudu. Chamberlain a zbytek kabinetu s touto akcí nesouhlasili, a tak byla odložena až do doby německé invaze do Norska, která byla i přes britské snahy úspěšná.
V květnu 1940 se stal Winston Churchill ministerským předsedou (rozhodovalo se mezi ním a lordem Halifaxem) a 13. května pronesl ve sněmovně známý projev „o krvi, dřině, potu a slzách“.
Co se týče Churchillovy politické činnosti, lze druhou světovou válku rozdělit do tří etap. První trvala od května 1940 do prosince 1941, kdy Británie stála osamocena proti Německu a Itálii. Spojené státy ještě do války nevstoupily, Sovětský svaz uzavřel Pakt o neútočení a ostatní státy již stály mimo hru.
Churchill se zpočátku soustředil na čtyři body. Za prvé odsunul do pozadí prominentní politiky appeasementu. Za druhé na sebe soustředil všechny významné funkce, tak aby mohl vést válku a při tom rozhodovat o všem důležitém. Za třetí provedl industriální mobilizaci Británie (okamžitě dal svému příteli baronu Beaverbrookovi na starosti leteckou produkci; byla to Beaverbrookova zásluha, že během letecké bitvy byla Británie schopna vzdorovat německým náletům). A konečně za čtvrté uvedl v život anglo-americkou alianci, která v této fázi měla podobu vysílání amerických lodí přes Atlantik a zásobování Británie životně důležitými materiály.

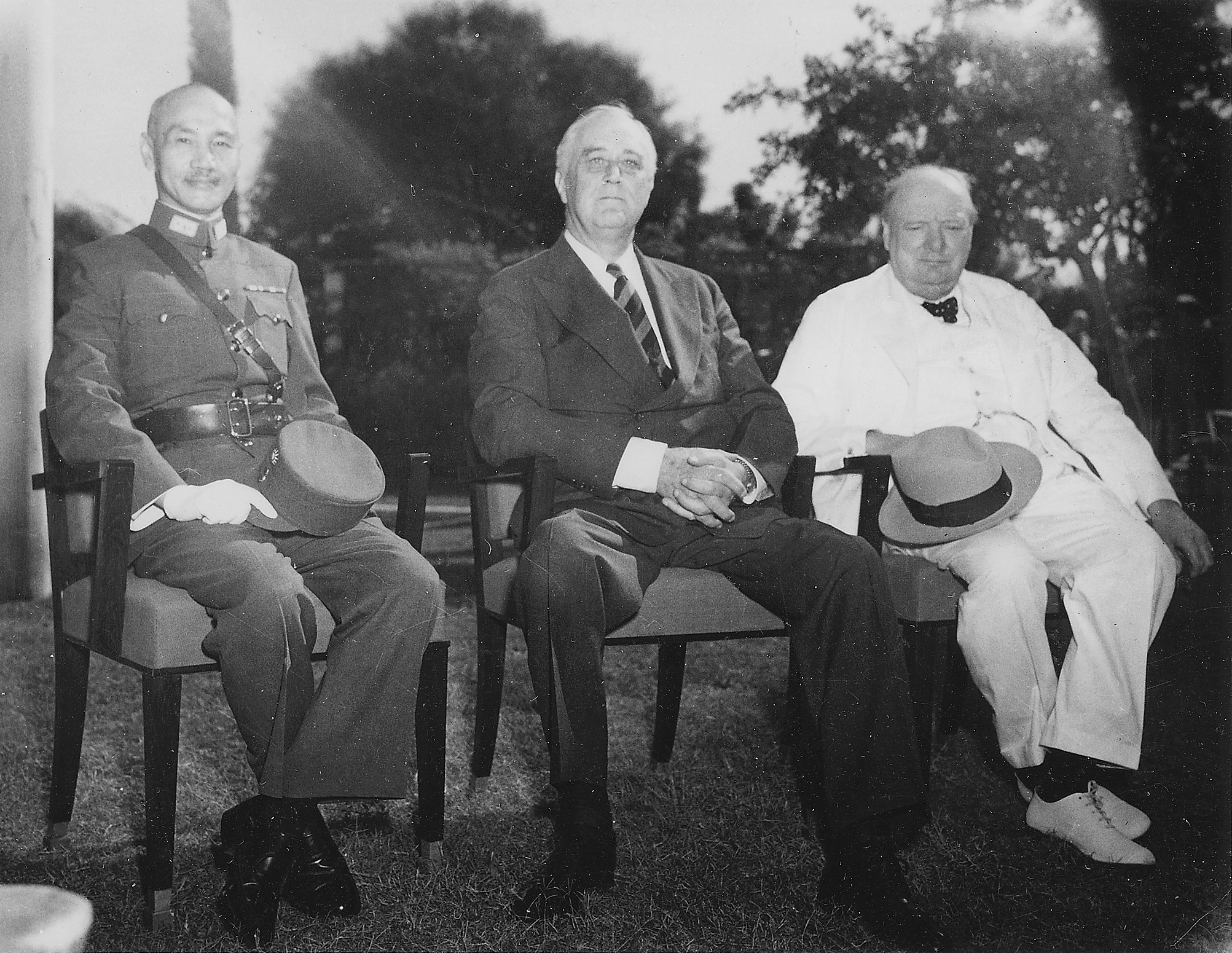
Čankajšek, Franklin D. Roosevelt, a Winston Churchill – Káhirská konference, listopad 1943

Druhá etapa zahrnuje období prosinec 1941 až listopad 1942 a nebyla příliš úspěšná. Japonci dobyli rychle Britské Malajsko i Barmu, Rommel porazil nilskou armádu, padl Tobruk, přetěžované loďstvo bylo decimováno v Pacifiku a Indie vypověděla Británii poslušnost. Pád Singapuru Churchill označil za „největší katastrofu“ a „největší kapitulaci“ v dějinách Britského impéria. V červenci bylo navrženo hlasování o důvěře vládě a v září byl navržen dokonce Churchillův protikandidát (Stafford Cripps), ale Churchill svou pozici nakonec dokázal obhájit. V roce 1941 vznikla aliance spojenců (USA, SSSR, Velká Británie), v níž Británie představovala nejslabší článek, ale Churchill stále doufal, že se podaří udržet SSSR mimo střední Evropu, a to tak, že by byl veden úder ze severní Afriky ve směru Terst-Vídeň-Praha. To však nenalezlo podporu ani u Stalina, ani u Roosevelta. Ve třetí etapě (prosinec 1942 – červen 1945) byl nucen tento plán opustit.
V Britské Indii od 30. let 20. století působilo hnutí za nezávislost, proti kterému Churchill od počátku vystupoval. V roce 1942 byla do Britské Indie vládou Spojeného království vyslána takzvaná Crippsova mise, která měla získat podporu indických nacionalistů výměnou za příslib indické nezávislosti nejpozději těsně po skončení války. Tato mise ale neměla podporu většiny britských představitelů včetně samotného ministerského předsedy Churchilla. Indický národní kongres, zklamaný výsledky vyjednávání v červenci 1942, vyhlásil požadavek na okamžité stažení Britů z Indie, nebo budou čelit masové občanské neposlušnosti. 8. srpna téhož roku policejní orgány Britské Indie zatkly desetitisíce představitelů Indického národního kongresu a držely je až do roku 1945. V Britské Indii vypukly masové demonstrace, vedené nejprve studenty a následně hlavně venkovskými rolníky, tyto byly násilně potlačeny britskou armádou během následujících šesti týdnů. Winston Churchill v souvislosti s událostmi ještě v roce 1942 prohlásil: „Nenávidím Indy. Jsou to bestiální lidé s bestiálním náboženstvím.“

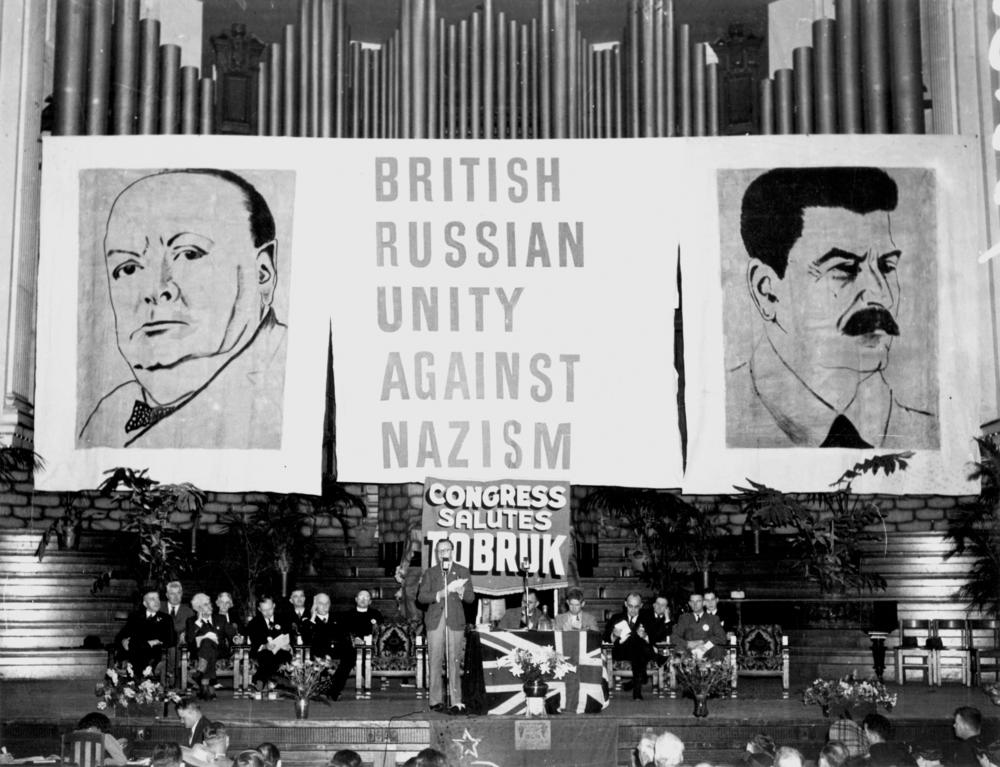
Kongres uspořádaný v roce 1941 v australském Brisbane na podporu „britsko-ruské jednoty proti nacismu.“

V roce 1943 Brity ovládané Bengálsko postihl hladomor, způsobený japonským postupem v Barmě, který zahubil dva až tři milióny obyvatel Britské Indie, částečně i proto, že britská správa přednostně zásobovala jídlem z Indie vojáky bojující ve druhé světové válce. Když byl Churchill informován o hladomoru v Indii, tak k tomu jen poznamenal: „jestli je tam hladomor, tak proč Gándhí ještě neumřel?“
Churchill se také zúčastnil konferencí, kde se rozhodovalo o budoucích hranicích Evropy a Asie. Týkalo se to především konferencí v Teheránu, Jaltě a Postupimi, kde se Churchill snažil “hrát partii” se Stalinem za slabé podpory Roosevelta. Obzvláště spornou se stala hranice mezi Polskem a Sovětským svazem a Polskem a Německem. Tato dohoda o posunutí hranic byla po válce vnímána jako zrada na polské exilové vládě v Londýně, která s ní nikdy nesouhlasila. Churchill byl přesvědčen, že jediný způsob, jak zmírnit napětí mezi těmito národy, bylo vytvoření hranic, které by respektovaly hranici národnostní.

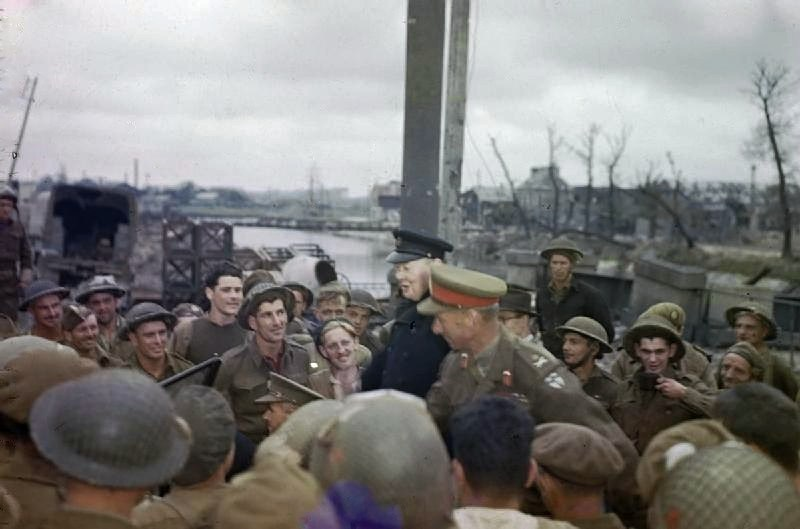
Churchill rozmlouvá s britskými a kanadskými vojáky v Normandii, 22. července 1944

Zároveň mělo být i odsunuto německé obyvatelstvo směrem na západ, a to nejen z Polska. Churchill byl zastáncem tohoto radikálního řešení a podpořil také vysídlení Němců z Československa. Při debatě 15. prosince 1944 v Dolní sněmovně Parlamentu vysvětloval: „Vyhoštění je metoda, která, jak jsme až doposud mohli vidět, bude nejvíce uspokojivá a trvalá. Odstraní promíchání etnik, které způsobuje nekonečné problémy... Bude proveden čistý řez. Nejsem znepokojen těmito přesuny, které jsou snadněji realizovatelné v moderních podmínkách.“
Některé z jeho rozhodnutí a činů jsou dodnes považovány za kontroverzní. Týká se to jeho indiferentního postoje vůči bengálskému hladomoru v roce 1943, který si vyžádal životy nejméně 2,5 miliónu lidí. Churchill také podporoval kontroverzní bombardování Drážďan krátce před koncem války.
V dubnu 1945 požadoval, aby Prahu osvobodila Armáda Spojených států amerických, ne Sovětský svaz; obával se, že v opačném případě by se poválečné Československo mohlo dostat do sovětské sféry vlivu. Američané ale tento požadavek odmítli, Praha pro ně nebyla prioritním cílem. Když Američané začali pronikat do západních Čech, znovu žádal generála Eisenhowera, aby zvážil osvobození Prahy. Eisenhower tentokrát nebyl proti, narazil ale na odpor Sovětů, kteří chtěli osvobodit Prahu sami.
Na samém konci války, v květnu 1945, chtěl Churchill napadnout sovětskou Rudou armádu v rámci tzv. operace Unthinkable, ale nedokázal tuto myšlenku prosadit u svých amerických spojenců ani u britských generálů.
Přes svou důležitou úlohu během druhé světové války měl Churchill na britské politické scéně mnoho nepřátel. Jeho popularitu nezvýšily ani výroky, které znevažovaly myšlenku veřejné zdravotní péče či zlepšení standardů všeobecného vzdělání mas. Navíc mezi obyvatelstvem pořád existovaly vzpomínky na chyby konzervativních vlád ve 30. letech. Toto byly důvody, proč těsně po skončení války v červnu 1945 konzervativní strana a Churchill jako její vůdce prohráli všeobecné volby.[zdroj?]

### Po válce
Zdálo se, že sedmdesátiletý Churchill ve vysoké politice skončil, ale on od roku 1946 pracoval na svém návratu. Odmítl nabízený titul vévody (čímž by se dostal do Horní sněmovny)[zdroj?] a zůstal vůdcem opozice v Dolní sněmovně. Přednášel (například známý Fultonský projev, kde uvedl do veřejného povědomí původně Goebbelsův pojem železná opona) a psal (např. šestidílnou historii druhé světové války, za kterou dostal v roce 1953 Nobelovu cenu za literaturu). Varoval před nebezpečím sovětské expanze a vyzýval západní demokracie, aby se pro boj se Sovětským svazem sjednotily. USA Chruchillovy myšlenky podporovaly, zato Stalin se rozzuřil a označil Churchilla za válečného štváče.
Byl také vřelým stoupencem evropské integrace a jedna ze tří hlavních budov Evropské unie ve Štrasburku nese jeho jméno. Zastával ale názor, že samotná Británie by se měla více orientovat na země Commonwealthu.

### Znovu v sedle 1951–1955

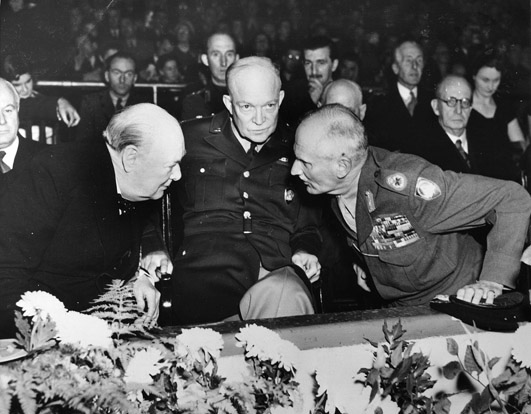
Churchill, Eisenhower a Montgomery na setkání představitelů zemí NATO v říjnu 1951

Do velké politiky se Winston Churchill vrátil ještě jednou, a to v roce 1951 jako předseda konzervativní strany, která ve volbách získala těsnou většinu v parlamentu. Churchill i přes doléhající stáří a zdravotní problémy (v roce 1949 prodělal záchvat mrtvice) během tohoto volebního období obnovil přátelské vztahy s USA a zapojil se do vytváření „nové Evropy“. Jeho hlavním zájmem se stala (vzhledem k vývoji událostí a množství mezinárodních krizí se i musela stát) zahraniční politika. Na počátku 50. let musel řešit íránskou krizi, vzniklou znárodněním Anglo-íránské ropné společnosti vládou Muhammada Mosaddeka v roce 1951. O rok později došlo kvůli pozemkové reformě v Keni k povstání (Povstání Mau Mau), které přerostlo v občanskou válku. V Malajsii se vystupňovalo povstání, které zde proti britské nadvládě vypuklo v roce 1948. Stejně jako v Keni Churchill preferoval vojenský zásah, ale i tak bylo jasné, že britské koloniální panství v Asii a v Africe se blíží svému konci. (V roce 1957 se Malajsie stala nezávislým státem.)
V červnu 1953 Churchill prodělal další záchvat mrtvice, 27. června odešel na dovolenou a v roce 1954 bylo jasné, že Churchill na svůj úřad fyzicky nestačí, a proto 5. dubna 1955 odstoupil z funkce premiéra. Na jeho místo nastoupil Anthony Eden, o kterém se to jakožto o zvláštním protégé Churchilla dlouho předpokládalo.

### Poslední dny
Churchill trávil velkou část svého času v Chartwellu (jeho venkovský dům a místo, kam se po celý život uchyloval k odpočinku) a na jihu Francie. V roce 1962 utrpěl zlomeninu stehenní kosti, po které se, přestože mu bylo 88 let, ještě zotavil a vrátil domů. 15. ledna 1965 měl další záchvat mrtvice, tentokráte smrtelné. Zemřel o devět dní později 24. ledna 1965 v Londýně, na den přesně 70 let poté, co zemřel jeho otec. Jeho tělo bylo po tři dny vystaveno ve Westminsteru, obřad byl v katedrále sv. Pavla. Jeho pohřeb byl prvním státním pohřbem, kterým byl vyznamenán nečlen královské rodiny od smrti polního maršála lorda Robertse z Kandaháru v roce 1914. Jeho pohřeb 30. ledna se zároveň stal přehlídkou světových politických osobností, překonanou pohřbem Josipa Broz-Tita a pak papeže Jana Pavla II. v roce 2005. Bylo Churchillovým přáním být pohřben v Bladonu, blízko Woodstocku, který nebyl příliš vzdálen od místa jeho narození Blenheimu.

## Churchill jako spisovatel

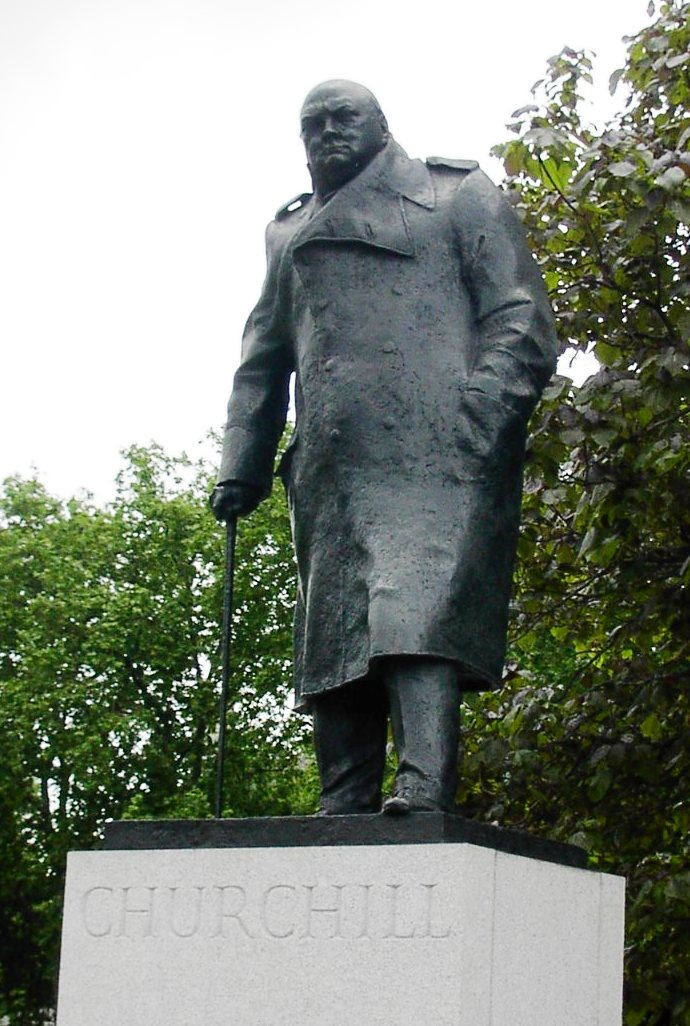
Churchillova socha v Londýně. Identická socha se nachází na náměstí Winstona Churchilla na pražském Žižkově před VŠE.

Winston Churchill byl od mládí plodným spisovatelem. V obdobích, kdy nezastával žádný politický post, považoval sám sebe za profesionálního spisovatele, který se také zabývá politikou. Psaní mu také poskytovalo nutné finanční prostředky, protože i přes svůj aristokratický původ nebyl bohatý a na druhou stranu byl zvyklý na určitý životní standard. Jeho finanční situaci také nepomohly příliš časté neúspěšné investice. Některá jeho díla tak vznikla i kvůli tíživé finanční situaci. Psal i historická díla, na kterých je ovšem vidět, že nebyl profesionálním historikem (např. ho nezajímaly sociální nebo ekonomické dějiny, vlastně se jednalo hlavně o politické a vojenské dějiny, kde Angličané hráli hlavní roli). Po dokončení svého stěžejního šestisvazkového historického díla Druhá světová válka mu byla roku 1953 udělena Nobelova cena za literaturu „za jeho mistrovství v historickém a biografickém líčení i za jiskřivé umění řečnické, s nímž vystupoval jako obránce vznešených lidských hodnot“ (citace z odůvodnění Švédské akademie). Churchill se tak stal po Theodoru Mommsenovi, Rudolfu Euckenovi, Henrim Bergsonovi a Bertrandu Russellovi pátým (a zatím posledním) nositelem této ceny, který nebyl spisovatelem krásné literatury, ale jiných spisů, které svou formou a pojetím mají literární hodnotu (jak to stojí v příslušných stanovách k Nobelově ceně).
Jeho literární práce lze rozdělit do pěti skupin:
- Práce týkající se dějin jeho rodiny (ne vždy zcela objektivní):
  - Life of Lord Randolph Churchill (1906, Život lorda Randolpha Churchilla)
  - Marlborough: His Life and Times (1933–1938, Marlborough: život a doba), čtyři svazky

- Autobiografické práce:
  - The Story of the Malakand Field Force (1898, Příběh malakandského sboru), vzrušující zpráva tehdy začínajícího dopisovatele listu Daily Telegraph o boji britské posádky proti indickým vzbouřencům z kmene Čitralů v roce 1895
  - The River War (1899, Říční válka), popis dobytí Súdánu spojenými britsko-egyptskými vojsky v roce 1898, kterého se jako voják aktivně účastnil (popis se týká válečných operací na Horním Nilu – odtud název knihy)
  - My Early Life (1930, Mé životní začátky), kniha vznikla jako kompilace jeho dvou dřívějších autobiografických prací London to Ladysmith via Pretoria a Ian Hamilton's March z roku 1900

- Válečné projevy:
  - Into Battle (1941, Do boje)
  - The Unrelenting Struggle (1942, Nelítostný zápas)
  - The End of the Beginning (1943, Konec začátku)
  - Onwards to Victory (1943, Vzhůru k vítězství)
  - The Dawn of Liberation (1945, Červánky osvobození)
  - Victory, Secret session speeches (1946, Vítězství, Projevy v tajných schůzích sněmovny)

- Historická díla:
  - The World Crisis 1911–1918 (1923–1931), šest svazků (první dva díly vyšly v roce 1923, další dva 1927, pátý v roce 1929 a šestý v roce 1931), dílo zabývající se první světovou válkou
  - The Second World War (1948–1953, Druhá světová válka), šest svazků, právě za toto dílo obdržel Churchill Nobelovu cenu.
  - History of the English-Speaking Peoples (1956–1958, Dějiny anglicky mluvících národů), čtyři svazky
  - The Great Battles and Leaders of the Second World War (1995, Velké bitvy a osobnosti druhé světové války), posmrtně

- Eseje:
  - The Collected Essays of Sir Winston Churchill (1976, Sebrané eseje), posmrtně

### Česká vydání
- Světová krize 1911–1918, Melantrich, Praha 1932, přeložil V. J. Hauner, tři díly: 1911–14, 1915 a 1916–1918.
- Do boje, František Borový, Praha 1946, přeložil Leo Braun, první svazek válečných projevů, znovu 1947.
- Nelítostný zápas, František Borový, Praha 1947, přeložil Jaroslav Kolářík, druhý svazek válečných projevů.
- Konec začátku, František Borový, Praha 1947, přeložil Jaroslav Kolářík, třetí svazek válečných projevů.
- Vzhůru k vítězství, František Borový, Praha 1948, přeložil Jaroslav Kolářík, čtvrtý svazek válečných projevů.
- Červánky osvobození, František Borový, Praha 1948, přeložil Jaroslav Kolářík, pátý svazek válečných projevů.
- Vítězství, Projevy v tajných schůzích sněmovny, František Borový, Praha 1948, přeložil Jaroslav Kolářík, šestý svazek válečných projevů.
- Druhá světová válka I. – Blížící se bouře, Nakladatelství Lidové noviny, Praha 1992, přeložil Zdeněk Hron, znovu 2005.
- Druhá světová válka II. – Jejich nejskvělejší hodina, Nakladatelství Lidové noviny, Praha 1993, přeložil Zdeněk Hron, znovu 2005.
- Druhá světová válka III. – Velká aliance, Nakladatelství Lidové noviny, Praha 1993, přeložil Zdeněk Hron, znovu 2005.
- Druhá světová válka IV. – Karta se obrací, Nakladatelství Lidové noviny, Praha 1994, přeložil Zdeněk Hron, znovu 2005.
- Druhá světová válka V. – Kruh se uzavírá, Nakladatelství Lidové noviny, Praha 1995, přeložil Zdeněk Hron, znovu 2005.
- Druhá světová válka VI. – Triumf a tragédie, Nakladatelství Lidové noviny, Praha 1995, přeložil Zdeněk Hron, znovu 2005.
- Mé životní začátky, Nakladatelství Lidové noviny, Praha 1996, přeložil Zdeněk Hron.
- Dějiny anglicky mluvících národů I. – Zrození Británie, Český spisovatel, Praha 1996, přeložily Radka Edererová a Eva Křístková,
- Příběh malakandského sboru, Jota, Brno 1997, přeložil Josef Zummer.
- Dějiny anglicky mluvících národů II. – Nový svět, Argo a Český spisovatel, Praha 1998, přeložily Radka Edererová a Eva Křístková.
- Dějiny anglicky mluvících národů III. – Věk revoluce, Argo a Český spisovatel, Praha 1999, přeložily Radka Edererová a Eva Křístková.
- Dějiny anglicky mluvících národů IV. – Velké demokracie, Argo a Český spisovatel, Praha 1999, přeložily Radka Edererová a Eva Křístková.
- Velké bitvy a osobnosti druhé světové války, Knižní klub, Praha 1999, přeložil Jiří Bumbálek.

## Vyznamenání a ocenění
Winston Churchill byl držitelem řady vojenských hodností, civilních i politických ocenění, čestných doktorátů. Za největší poctu se považuje vykonání státního pohřbu v katedrále sv. Pavla poté, co jeho rakev byla po tři dny vystavena ve Westminster Hall. Tento obřad se obvykle koná jen pro členy královské rodiny.
V roce 1953 obdržel Nobelovu cenu za literaturu, byl také nominován na cenu za mír. V ČR mu byl v roce 2014 udělen in memoriam Řád Bílého lva civilní skupiny I. třídy za jeho zásluhy pro republiku.